# Verzorgingsplaats Vliedberg
Verzorgingsplaats Vliedberg is een verzorgingsplaats in Nederland nabij 's-Heer Arendskerke, gelegen aan de A58 Vlissingen-Eindhoven tussen afrit 36 (Heinkenszand) en knooppunt De Poel, in de richting van Breda en Eindhoven. De verzorgingsplaats ligt in de gemeente Goes.
Ten zuidwesten ligt het dorp Baarsdorp en ten noorden ligt het Poelbos.
Richting Vlissingen: Kriekampen · Brehees · Blaak · Molenheide · Lage Aard · Bremberg · Hoezaar · Spuitendonk · Wouwse Tol Noord · 't Scheld · Vliete · Selnisse
Richting Eindhoven: Arnemuiden · Vliedberg · Voetpomp · Het Rak · Wouwse Tol Zuid · Mastpolder · Liesbos · Hooge Aard · Raakeind · Leikant · Kerkeind · Kloosters